# Big Love
Pour les articles homonymes, voir Big Love (homonymie).
Big Love (Mari et Femmes au Québec) est une série télévisée américaine en 53 épisodes de 42 minutes, créée par Mark V. Olsen et Will Scheffer, coproduite par Tom Hanks, diffusée entre le 12 mars 2006 et le 20 mars 2011 sur HBO.
Au Québec, la série a été diffusée à partir du 16 août 2006 à Super Écran, puis en clair depuis le 4 février 2010 sur Mystère/AddikTV et depuis le 4 janvier 2016 sur Canal Vie ; en France, depuis le 13 septembre 2007 sur Canal+ et depuis le 14 décembre 2008 sur TPS Star ; en Belgique depuis le 18 octobre 2008 sur RTL-TVI.

## Synopsis
Cette série met en scène une famille polygame de l'Utah, membre de l'Église fondamentaliste de Jésus-Christ des saints des derniers jours, un mouvement religieux issu du mormonisme.
La première et seule épouse légale de Bill Henrickson est Barbara (Barb), mais il partage aussi son lit avec sa deuxième femme Nicolette (Nicki), et sa troisième femme, Margene. Bill est propriétaire de trois maisons contiguës à Sandy, dans l'Utah, père de huit enfants, et patron d'une entreprise constituée de plusieurs grands magasins de bricolage et d'outillage pour la maison, en plein essor.
La série démarre alors que Bill reçoit de mauvaises nouvelles au sujet de son père qui vit dans une communauté de mormons fondamentalistes de l'Utah dont il est lui-même issu, et où des pratiques archaïques sont encore en vigueur : un prophète autoproclamé y règne en maître, menant tout aussi bien la vie religieuse de ses fidèles que l'administration et la trésorerie de la communauté, décidant d'attribuer telle nouvelle épouse à tel homme.
Bill a choisi le modèle de la famille traditionnelle américaine : exclu à l'âge de quatorze ans de sa communauté d'origine, abandonné dans la rue, il a tracé son propre chemin, pour devenir un entrepreneur prospère et un père de famille respecté. C'est seulement à la quarantaine, alors que son épouse Barb souffre d'un cancer, qu'il se sent appelé religieusement vers le schéma polygame. À contrecœur, Barb accepte de le voir épouser Nicki, la fille du prophète en place dans la communauté, puis Margene, qui était à l'origine la baby-sitter des enfants de Nicki et Bill.
La série se consacre avant tout à la psychologie des personnages, aux relations hors-normes qu'entretiennent les membres de cette famille, où trois femmes doivent constamment lutter contre leurs jalousies et soutenir d'une seule voix leur époux. Il s'agit aussi des relations conflictuelles de Bill avec le prophète de la communauté, qui est également son beau-père. Les difficultés que rencontre la famille pour dissimuler sa situation polygame figurent également au premier plan du scénario.

## Distribution

### Acteurs principaux
- Bill Paxton (VF : Patrick Borg) : William Orville « Bill » Henrickson
- Jeanne Tripplehorn (VF : Danièle Douet) : Barbara « Barb » Dutton Henrickson
- Chloë Sevigny (VF : Sybille Tureau) : Nicolette « Nicki » Grant
- Ginnifer Goodwin (VF : Marie-Eugénie Maréchal) : Margene Heffman
- Douglas Smith (VF : Julien Bouanich) : Ben Henrickson
- Grace Zabriskie (VF : Denise Metmer) : Loïs Henrickson
- Amanda Seyfried (VF : Chloé Berthier puis Noémie Orphelin) : Sarah Henrickson (saisons 1 à 4, invitée finale)
- Jolean Wejbe (saisons 1 à 3) puis Bella Thorne (saison 4) (VF : Charlyne Pestel) : Tancy « Teeny » Henrickson
- Matt Ross (VF : Laurent Morteau) : Albert « Alby » Grant (49 épisodes)
- Joel McKinnon Miller (VF : Thierry Murzeau) : Don Embry (46 épisodes)
- Shawn Doyle (VF : Philippe Valmont) : Joey Henrikson (saisons 1 à 4)
- Melora Walters (VF : Chantal Macé) : Wanda Henrickson (saisons 1 à 4)
- Mary Kay Place (VF : Anne Kerylen) : Adaleen Grant (42 épisodes)
- Harry Dean Stanton (VF : Michel Modo puis Marcel Guido) : Roman Grant (saisons 1 à 4)
- Daveigh Chase (VF : Camille Donda) : Rhonda Volmer (32 épisodes)
- Bruce Dern (VF : Michel Ruhl) : Frank Harlow (29 épisodes)
- Mireille Enos (VF : Karine Texier) : Kathy Marquart / JoDean Marquart (saisons 2 à 4)

### Acteurs récurrents
- Keegan Holst (VF : Zoé Bettan) : Wayne Henrickson (50 épisodes)
- Tina Majorino (VF : Caroline Pascal) : Heather Tuttle (26 épisodes)
- Audrey Wasilewski (VF : Pauline Brunel) : Pam Martin (21 épisodes)
- Kyle Gallner (VF : Charles Pestel) : Jason Embry (saison 1)
- Carlos Jacott (VF : Bernard Bollet) : Carl Martin (saison 1)
- Renee Albert (VF : Armelle Gallaud) : Julep « Jo Jo » Embry (saison 1)
- Jenny O'Hara (en) (VF : Hélène Otternaud) : Nita (saison 1)
- Jim Beaver (VF : Patrick Préjean) : Carter Reese (saison 2)
- Anne Dudek (VF : Dorothée Jemma puis Véronique Desmadryl) : Laura Grant (saisons 2 à 5)
- Sandy Martin (VF : Mireille Delcroix) : Selma Greene (saison 2)
- Branka Katić (VF : Anne Dolan) : Ana (saison 2)
- Robert Beltran (VF : Lionel Henry (acteur)) : Jerry Flute (saison 3)
- Željko Ivanek (VF : Emmanuel Karsen) : J.J Percy Walker (saison 3)
- Mark L. Young (en) (VF : Dimitri Rougeul) : Franky (saison 3)
- Kate Norby (en) (VF : Nathalie Gazdic) : Glory (saison 3)
- Melinda Page Hamilton (VF : Isabelle Féron) : Malinda (saison 3)
- Cassi Thomson (VF : Bénédicte Rivière) : Caralynn Walker (saisons 4 & 5)
- Hank Cheyne (en) (VF : Vincent de Bouard) : Austin Buttercup (saison 4)
- Perry King (VF : Jean-François Kopf) : Paley (saison 4)
- Eric Ladin (en) (VF : Antoine Schoumsky) : Dr Roquet (saison 4)
- Sissy Spacek (VF : Martine Irzenski) : Marilyn Densham (saison 4)
- Steve Bacic (VF : Marc Kalfayan) : Goran (saison 4)
- Adam Beach (VF : Damien Boisseau) : Tommy Flute (saison 4)
- Cristine Rose : Evelyn Linton (saisons 1 et 5)

## Production

### Musique
- Le générique des saisons 1, 2, 3 a été réalisé avec la chanson God Only Knows des Beach Boys.
- C'est la chanson Home du groupe Engineers qui sert de générique à la saison 4.

## Fiche technique
- Titre français et original : Big Love
- Titre québécois : Mari et Femmes
- Créateurs : Mark V. Olsen et Will Scheffer
- Réalisation : Rodrigo Garcia, Charles McDougall, Michael Spiller, Alan Taylor, Mary Harron, Steve Shill, Julian Farino, Michael Lehmann, Alan Poul (en)
- Scénario : Mark V. Olsen, Will Scheffer, David Manson, Alexa Junge, Eileen Myers, Karen Sprecher, Jill Sprecher, Dustin Lance Black, Jeanette Collins, Mimi Friedman
- Décors :
- Costumes :
- Photographie :
- Montage :
- Musique : Mark Motherborough
- Casting : Bill Paxton, Jeanne Tripplehorn, Chloë Sevigny, Ginnifer Goodwin, Amanda Seyfried…
- Direction artistique :
- Production : Scott Stephens, Bernadette Caulfield
  - Production exécutive : Tom Hanks, Gary Goetzman
- Sociétés de production :
- Sociétés de distribution : HBO (États-Unis)
- Format : Couleur - 1,78 : 1
- Pays d'origine :  États-Unis
- Langue : Anglais
- Genre : dramatique
- Durée : 42 minutes
- Version française réalisée par :
  - Société de doublage : Mediadub International
  - Direction artistique : Barbara Delsol
  - Adaptation et traduction des dialogues : Franco Quaglia, Françoise Ménébrode, Esther Rauly, Sophie Danger, Cynthia Perin

## Épisodes

### Première saison (2006)
1. Soucis paternels (Pilot)
2. Viagra (Viagra Blue)
3. Périmètre de défense (Home Invasion)
4. L'Éclipse (Eclipse)
5. Liaison secrète (Affair)
6. L'Enterrement de Roberta (Roberta's Funeral)
7. La Débâcle (Eviction)
8. Pâques en famille (Easter)
9. Le Vote (A Barbecue for Betty)
10. Le Baptême (The Baptism)
11. À vos testaments (Where There's a Will)
12. Maman de l'année (The Ceremony)

### Deuxième saison (2007)
Elle a été diffusée à partir du 11 juin 2007.
1. Ondes de choc (Damage Control)
2. Mauvaise Pub (The Writing on the Wall)
3. Réunion de famille (Reunion)
4. La Cassette (Rock and a Hard Place)
5. Pari sur l'avenir (Vision Thing)
6. Jeu de séduction (Dating Game)
7. Une maman pour deux (Good Guys and Bad Guys)
8. Double Jeu (Kingdom Come)
9. L'étau se resserre (Circle the Wagons)
10. Quitte ou Double (The Happiest Girl)
11. Esprit de famille (Take Me as I Am)
12. Courage pionniers (Oh, Pioneers)

### Troisième saison (2009)
Elle a été diffusée à partir du 18 janvier 2009.
1. La Fête du voisinage (Block Party)
2. Le Choix de Nicky (Empire)
3. Le Bal de promo (Prom Queen)
4. Le Procès (On Trial)
5. La Quatrième Épouse (For Better or For Worse)
6. Le Pèlerinage (Come, Ye Saints)
7. La Lutte ou la Fuite (Fight or Flight)
8. Trahisons (Rough Edges)
9. Au fond du gouffre (Outer Darkness)
10. Renaissance (Sacrament)

### Quatrième saison (2010)
Le 5 février 2009, la série est renouvelée pour une quatrième saison de neuf épisodes, diffusée à partir du 10 janvier 2010.
1. Enfin libres ! (Free at Last)
2. Le Prochain Prophète (The Greater Good)
3. Un drôle de couple (Strange Bedfellows)
4. Un homme fort et puissant (The Mighty and Strong)
5. Les Péchés du père (Sins of the Father)
6. Tous sous le même toit (Under One Roof)
7. Expiation par le sang (Blood Atonement) (au sujet de l'expiation par le sang)
8. Sur le fil (Next Ticket Out)
9. La Fin des temps (End of Days)

### Cinquième saison (2011)
Le 3 février 2010, la série est renouvelée pour une cinquième et dernière saison de dix épisodes, diffusée à partir du 16 janvier 2011.
1. Hiver (Winter)
2. Une place a table (A Seat at the Table)
3. Pauvres bergers (Certain Poor Shepherds)
4. Le serment (The Oath)
5. Une relation spéciale (The Special Relationship)
6. D.I.V.O.R.C.E. (D.I.V.O.R.C.E.)
7. Jusqu'à ce que la mort nous sépare (Til Death Do Us Part)
8. L'étau se resserre (The Noose Tightens)
9. Exorcisme (Exorcism)
10. Quand les hommes et les montagnes se rencontrent (Where Men and Mountains Meet)

## Commentaires
Plébiscitée par la critique, cette série traite d'un sujet peu abordé à la télévision et encore assez tabou en Amérique du Nord : la polygamie. Son héros, Bill Henrickson a tout en triple : trois femmes, trois maisons et trois familles.

### Réaction de l'Église de Jésus-Christ des saints des derniers jours
Pour éviter tout amalgame, l'Église de Jésus-Christ des saints des derniers jours, dont les membres, au nombre de 14 millions, sont connus dans le monde entier sous le nom de mormons, a fait la déclaration suivante à propos du feuilleton :
« L’Église de Jésus-Christ des saints des derniers jours a officiellement mis un terme à la polygamie en 1890. Tout membre de l’Église qui la pratique aujourd’hui est excommunié. Les groupes qui continuent de la pratiquer en Utah et ailleurs n’ont aucun lien avec l’Église de Jésus-Christ des saints des derniers jours ; la plupart des gens qui la pratiquent n’ont jamais compté parmi ses membres. L’Église est depuis longtemps préoccupée par la poursuite de la pratique illégale de la polygamie, en particulier par les rapports de sévices à l’encontre des conjoints et des enfants émanant aujourd’hui de communautés polygames. Il serait regrettable que ce feuilleton, en faisant de la polygamie un sujet de divertissement, minimise la gravité du problème des sévices. Les représentants de l’Église ont demandé aux producteurs de HBO d’envisager de publier au début de l’émission un démenti dissociant la pratique actuelle de la polygamie de l’Église de Jésus-Christ des saints des derniers jours. »
— La Première Présidence, 17 février 2006